# Туусніемі
Туусніемі (фін. Tuusniemi) — громада в провінції Північна Савонія, губернія Східна Фінляндія, Фінляндія. Загальна площа території — 699,43 км, з яких 156,15 км² — вода.

## Демографія
На 31 січня 2011 в громаді Туусніемі проживало 2848 чоловік: 1466 чоловіків і 1382 жінок.
Фінська мова є рідною для 99,06% жителів, шведська  — для 0,07%. Інші мови є рідними для 0,84% жителів громади.
Віковий склад населення:
- до 14 років  — 12,85%
- від 15 до 64 років  — 60,96%
- від 65 років  — 26,76%

Зміна чисельності населення за роками:  
| Рік  | Чисельність |
| ---- | ----------- |
| 1980 | 4170        |
| 1990 | 3580        |
| 2000 | 3204        |
| 2010 | 2864        |
| 2011 | 2848        |